# 石田郡
- 日本 > 九州地方 > 長崎県 > 石田郡
- 令制国一覧 > 西海道 > 壱岐国 > 石田郡

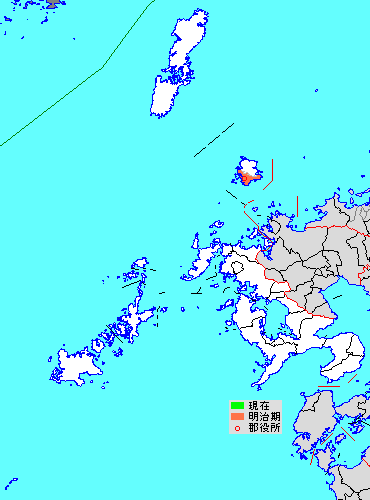
長崎県石田郡の位置

石田郡（いしだぐん）は、長崎県（壱岐国）にあった郡である。

## 郡域
1878年（明治11年）に行政区画として発足した当時の郡域は、壱岐市の一部（郷ノ浦町各町および石田町湯岳射手吉触・石田町湯岳興触を除く石田町各町）にあたる。

## 歴史

### 古代
壱岐国の国府があったとされる。

#### 式内社
『延喜式』神名帳に記される郡内の式内社。
| 神名帳                      | 神名帳                | 神名帳 | 神名帳             | 比定社                     | 比定社                     | 比定社     | 集成 |
| 社名                        | 読み                  | 格     | 付記               | 社名                       | 所在地                     | 備考       | 集成 |
| --------------------------- | --------------------- | ------ | ------------------ | -------------------------- | -------------------------- | ---------- | ---- |
| 石田郡 12座（大3座・小9座） |                       |        |                    |                            |                            |            |      |
| 天手長男神社                | -タナカヲノ           | 名神大 |                    | 興神社                     | 長崎県壱岐市芦辺町湯岳興触 | 壱岐国一宮 |      |
| 天手長男神社                | -タナカヲノ           | 名神大 | （参）天手長男神社 | 長崎県壱岐市郷ノ浦町田中触 | （壱岐国一宮）             |            |      |
| 天手長比売神社              | -タナカヒメノ         | 名神大 |                    | （参）天手長男神社         | 長崎県壱岐市郷ノ浦町田中触 |            |      |
| 弥佐支刀神社                | ミサキトノ            | 小     |                    |                            |                            |            |      |
| 国津神社                    | クニツカミ            | 小     |                    |                            |                            |            |      |
| 海神社                      | アマノ ワタツミノ     | 大     |                    | 白沙八幡神社               | 長崎県壱岐市石田町筒城仲触 |            |      |
| 海神社                      | アマノ ワタツミノ     | 大     | （参）海神社       | 長崎県壱岐市石田町筒城西触 |                            |            |      |
| 津神社                      | ツノ                  | 小     |                    |                            |                            |            |      |
| 与神社                      | ヨノ                  | 小     |                    |                            |                            |            |      |
| 大国玉神社                  | -クタマノ -クニタマノ | 小     |                    |                            |                            |            |      |
| 尓自神社                    | ニジノ                | 小     |                    |                            |                            |            |      |
| 見上神社                    | ミノヘノ ミカミ       | 小     |                    |                            |                            |            |      |
| 国津意加美神社              | クツオカミノ          | 小     |                    |                            |                            |            |      |
| 物部布都神社                | モノノヘノ-           | 小     |                    |                            |                            |            |      |
| 凡例を表示                  |                       |        |                    |                            |                            |            |      |

### 近世以降の沿革

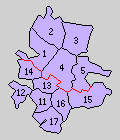
11.武生水村 12.渡良村 13.柳田村 14.沼津村 15.石田村 16.志原村 17.初山村（紫：壱岐市 1 - 5は壱岐郡）

- 明治初年時点では全域が肥前平戸藩領であった。「旧高旧領取調帳」の記載によると10村が存在。
- 明治4年
  - 7月14日（1871年8月29日） - 廃藩置県により平戸県の管轄となる。
  - 11月14日（1871年12月25日） - 第1次府県統合により長崎県の管轄となる。
- 明治11年（1878年）10月28日 - 郡区町村編制法の長崎県での施行により、行政区画としての石田郡が発足。「壱岐石田郡役所」が武生水村に設置され、壱岐郡とともに管轄。
- 明治22年（1889年）4月1日 - 町村制の施行により、以下の7村が発足。［ ］は合併した村。全域が現・壱岐市。
  - 武生水村、渡良村、柳田村［物部村・半城村］、沼津村［長峰村・黒崎村］、石田村［石田村・池田村・筒城村］、志原村、初山村
- 明治29年（1896年）4月1日 - 郡制の施行のため、「壱岐石田郡役所」の管轄区域をもって、改めて壱岐郡が発足。同日石田郡廃止。

## 行政
壱岐・石田郡長
| 代 | 氏名 | 就任年月日                 | 退任年月日                | 備考                           |
| -- | ---- | -------------------------- | ------------------------- | ------------------------------ |
| 1  |      | 明治11年（1878年）10月28日 |                           |                                |
|    |      |                            | 明治29年（1896年）3月31日 | 壱岐郡との合併により石田郡廃止 |